# Reggio-Pädagogik
Mit dem Begriff Reggio-Pädagogik werden die Konzeption und Praxis der kommunalen Kindertagesstätten in der italienischen Stadt Reggio nell’Emilia bezeichnet.

## Konzept
Diese Pädagogik wird als Aufgabe der gesamten Stadt gesehen, das bedeutet, dass auch andere Organisationen und die Eltern an der Erziehung der Kinder beteiligt sind. Das Grundkonzept der Reggio-Pädagogik ist, dass die Erziehenden mit den Stärken und nicht gegen die Schwächen der Kinder arbeiten.
Die Kinder sollen sich individuell nach ihren Möglichkeiten entfalten und selbst verwirklichen. Dabei lernen sie in Projekten, die ihre unterschiedlichen Ausdrucksmöglichkeiten fördern. Wesentlich hierbei ist die Wertschätzung durch die jeweiligen pädagogischen Fachkräfte, die eine kontinuierliche Dokumentation der pädagogischen Arbeit und Entwicklungen des Kindes anfertigen.

## Pädagogisches Prinzip
Die Prinzipien der Reggio-Pädagogik wurden allerdings bisher nicht verschriftlicht, da man den Verlust der Flexibilität ihres Konzeptes fürchtet.
Da die Reggio-Pädagogik das Bild des kompetenten Kindes vertritt, das seine Entwicklung selbst aktiv voranbringt und die Welt eigenständig erforscht, dient die pädagogische Fachkraft als Begleiter des Lernprozesses und als Forschender. Zudem trägt die erziehende Person die Aufgabe, das Kind durch didaktisch-methodische Lernstrukturen in seiner Entwicklung zu unterstützen und diese zu dokumentieren.
Auch der Respekt und die Wertschätzung der Familie und der Herkunftskultur des Kindes ist ein wichtiger Bestandteil, da die Zusammenarbeit mit den Eltern Voraussetzung ist, um die individuelle Entfaltung des Kindes zu ermöglichen.

## Geschichte
Das Konzept wurde in den 1970er Jahren unter Federführung des Lehrers Loris Malaguzzi in der Stadt Reggio Emilia entwickelt.
1991 erlangten die kommunalen Kindertageseinrichtungen in Reggio Emilia weltweite Berühmtheit, als sie vom Newsweek Magazine zum besten „Early Childhood Education“-Programm der Welt gekürt wurden. 